# Ranspach-le-Haut
 Ranspach-le-Haut  (en alsacià Oberraispe) és un municipi francès, situat a la regió del Gran Est, al departament de l'Alt Rin. L'any 2005 tenia 528 habitants.

## Demografia
| 1962 | 1968 | 1975 | 1982 | 1990 | 1999 |
| ---- | ---- | ---- | ---- | ---- | ---- |
| 309  | 320  | 337  | 350  | 318  | 414  |

## Administració
| Període | Identitat            | Partit |
| ------- | -------------------- | ------ |
| 2001-   | Catherine Bubendorff |        |